# Steven Da Costa
Steven Da Costa, född 23 januari 1997 i Mont-Saint-Martin, är en fransk karateutövare. Hans tvillingbror, Jessie Da Costa, tävlar också i karate.

## Karriär
I augusti 2021 vid OS i Tokyo tog Da Costa guld i 67-kilosklassen efter att ha besegrat turkiska Eray Şamdan i finalen med 5–0. I november 2021 vid VM i Dubai tog Da Costa guld i 67-kilosklassen efter att ha besegrat makedonska Emil Pavlov i finalen med 8–0.
I maj 2022 vid EM i Gaziantep tog Da Costa brons i 67-kilosklassen samt var en del av Frankrikes lag som tog guld i lagtävlingen i kumite.